# Bestuurlijke indeling van Somalië
Somalië is sinds de burgeroorlog politiek en daarom ook bestuurlijk erg instabiel.
Somalië is ingedeeld in staten in opbouw (dawlad), die vervolgens zijn ingedeeld in regio's (gobol/محافظة, muḥāfaẓä) en verder in districten (degmo/منطقة, mintaqa).
In Zuid- en Centraal Somalië is sinds 2013 een proces van federale staatsvorming op gang gekomen. In 2013 werd de federale deelstaat Jubaland gevormd uit de regio's Neder-Juba, Midden-Juba en Gedo. In 2014 werd de federale deelstaat "South West State" gevormd uit de regio's Bay, Bakool en Neder-Shabelle. In 2015 werd de "Galmudug State of Somalia" gevormd uit de regio's Galguduud en het zuiden van Mudug. Reeds eerder vormde Galmudug een zelf-uitgeroepen semi-autonome staat binnen Somalië; de status daarvan is dus sinds 2015 geformaliseerd. (NB: het noorden van Mudug behoort tot Puntland). Begin 2016 was de vorming van een federale deelstaat bestaande uit de regio's Hiiraan en Midden-Shabelle nog gaande. Over de status van Mogadishu als federale hoofdstad (bijv. naar analogie van Washington DC in de Verenigde Staten of Canberra in Australië) is nog geen beslissing genomen.
Dit staatsvormingsproces vindt overigens plaats tegen een achtergrond waarbij nog steeds grote delen van Zuid- en centraal Somalië in handen zijn van de islamitische terreurgroep Al-Shabaab. De Afrikaanse vredesmacht AMISOM tracht terrein op Al-Shabaab te veroveren, in samenwerking met het Somalische leger en daaraan loyale milities.
Voordat de burgeroorlog uitbrak waren de 18 regio's:

## Regio's

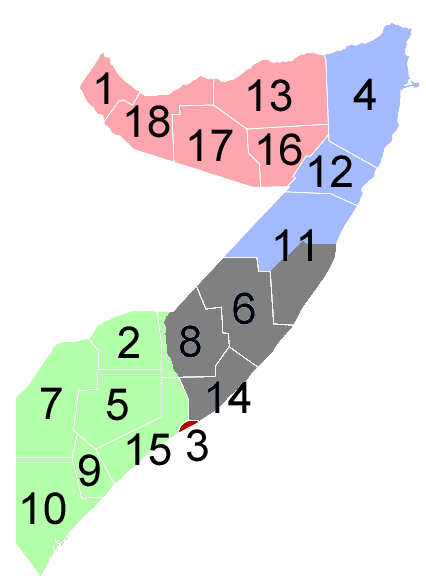
De regio's voordat de burgeroorlog uitbrak

Somalië is verdeeld in achttien regio's  (gobollada of gobolka in enkelvoud). Deze regio's, met hoofdsteden tussen haakjes erachter zijn:
1. Awdal (*) (Borama)
2. Bakool (Hudur)
3. Banaadir (Mogadishu)
4. Bari (+) (Bosaso)
5. Bay (Baidoa)
6. Galguduud (Dhuusamareeb)
7. Gedo (Garbahaarreey)
8. Hiiraan (Beledweyne)
9. Midden-Juba (Bu'aale)
10. Neder-Juba (Kismayo)
11. Mudug (+) (Galkayo)
12. Nugaal (+) (Garowe)
13. Sanaag (*) (Ceerigaabo)
14. Midden-Shabelle (Jowhar)
15. Neder-Shabelle (Marka)
16. Sool (*) (Laascaanood)
17. Togdheer (*) (Burao)
18. Woqooyi-Galbeed (*) (Hargeysa)

Opmerking: regio's met (*) zijn onderdeel van de niet-erkende republiek Somaliland, regio's met (+) van de de facto autonome deelstaat Puntland. De grenzen van beide zijn betwist.

## Niet-erkende staten

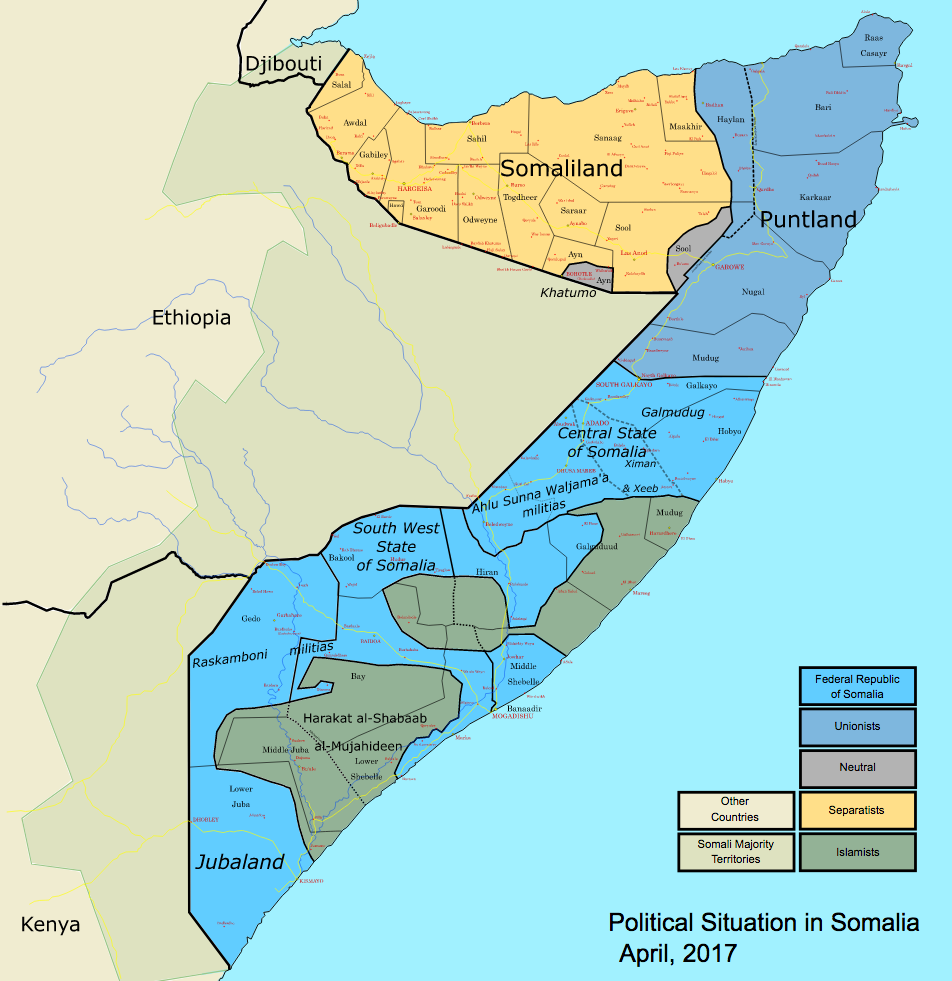
Politiek en bestuurlijke kaart van Somalië in april 2017

In Noord-Somalië bestaat sinds 1991 de de facto onafhankelijke staat Somaliland, met als hoofdstad Hargeysa. Somaliland heeft de afgelopen jaren haar eigen interne indeling in regio's en districten gewijzigd. Somalialand is nog door geen enkel ander land als onafhankelijke staat erkend (situatie per maart 2016).

In de uiterste noordoost-"punt" van Somalië ligt sinds 1998 de zelfverklaarde autonome staat Puntland, bestaande uit de regio's Bari, Niugaal en het noorden van Mudug. Puntland claimt ook delen van Somaliland, nl. delen van de regio's Sool en Sanaag. Puntland streeft geen onafhankelijkheid na, maar wenst deel uit te maken van een federaal Somalië. De hoofdstad is Garowe.